# Krémenets
Krémenets (en ucraniano: Кре́менець) es una ciudad, centro administrativo del raión de Krémenets en la óblast de Ternópil en Ucrania.
En 2021, la ciudad tenía una población de 20 674 habitantes. Desde 2020, es sede de un municipio que incluye 43 pueblos y tiene una población total de más de cuarenta mil habitantes.

## Historia

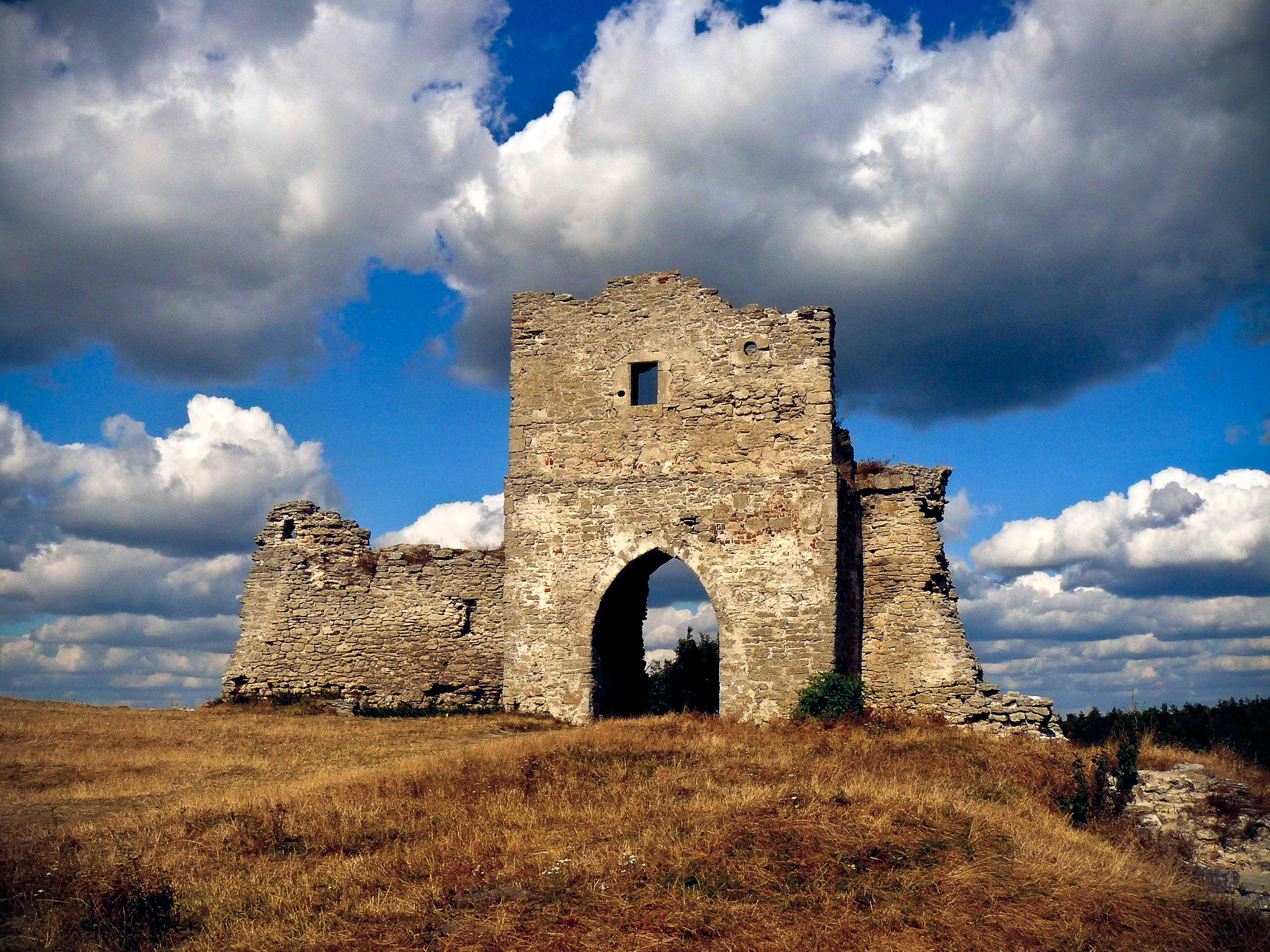
Ruinas del castillo de Krémenets

Según algunas fuentes, la fortaleza de Krémenets fue construida en los siglos VIII - IX, y formó parte de la Rus de Kiev. Las primeras referencias a la fortaleza aparecen en un diccionario enciclopédico polaco del año 1064.
Hoy se considera como la primera mención de la ciudad escritos eslavos del año 1227.
En 1431 Krémenets obtuvo el Derecho de Magdeburgo.
Hacia 1900 tenía contabilizada una población de 16 534 habitantes. Durante la Segunda Guerra Mundial, la población judía fue exterminada, y la sinagoga profanada. La población polacoparlante fue diezmada, deportada a Siberia y al Asia Central, y luego de la guerra deportada a los terrenos de la actual Polonia. Algunos pobladores lograron escapar hacia Argentina, Israel, y Estados Unidos.
Entre 2015 y 2020 estuvo separada de su raión al recibir el estatus de ciudad de importancia regional.